# Wacca
Wacca este un oraș din Etiopia. În 2005 avea 3.439 de locuitori.